# ネルトリンゲン - プラインフェルト線
ネルトリンゲン - プラインフェルト線（ドイツ語: Bahnstrecke Nördlingen–Pleinfeld）は本来ルートヴィヒ南北鉄道（Ludwig-Süd-Nord-Bahn）の一部で、バイエルン州シュヴァーベン行政管区ネルトリンゲンと中部フランケン行政管区プラインフェルトを結ぶ鉄道路線である。この路線を通じてフランケン湖水地帯（Frankische Seeland）がヘッセル山地域とリース盆地に繋がっている。グンツェンハウゼン - プラインフェルト間は湖水地帯鉄道（Seeland-Bahn）の名称で旅客鉄道として運用されている。一方、ネルトリンゲン - グンツェンハウゼン間は保存鉄道で、特別列車は湖水地帯急行（Seeland-Express）の名で運行される。この区間について、旅客列車の復活が長期間要求されている。また、保存鉄道区間はネルトリンゲン - ドムビュール線と合わせて、「ヘッセル山鉄道（Hesselbergbahn）」とも呼ばれる。

## 歴史
ネルトリンゲン - オェティンゲン区間はドナウヴェルト - ネルトリンゲン区間とともに1849年5月15日に開通された。路線の全通は1849年10月1日にグンツェンハウゼン - シュヴァーバッハ間の開通で実現された。以前にグンツェンハウゼン - ゲオルゲングミュント間の鉄道をシュパルト経由で建設する計画案は実現されなかった。
1906年にトロイヒトリンゲン - ドナウヴェルト区間が、1835年頃の計画通り、フランケンアルプを貫通して開通された。既存のルートヴィヒ南北鉄道の区間はその重要性を失った。
1985年9月29日にドイツ連邦鉄道はネルトリンゲン - グンツェンハウゼン間の旅客列車路線を廃止した。1995年8月1日までドイツ鉄道は貨物輸送をヴァッサートリューディンゲン - グンツェンハウゼン区間で、1997年までネルトリンゲン - ヴァッサートリューディンゲン区間で継続的に運営した。1999年保存鉄道会社バイエルン鉄道（BayernBahn）はネルトリンゲン - グンツェンハウゼン間の鉄道施設をDBから長期間にリースした。
2003年6月8日にバイエルン保存鉄道（Bayerisches Eisenbahnmuseum, BME）が子会社バイエルン鉄道の運営を引き受けた。2019年園芸博覧会（Landesgartenschau）の機に臨時快速列車が週末と休日に限って、ニュルンベルクからヴァッサートリューディンゲンまで運行された。2019年5月にドナウ＝リース郡議会で、社会民主党、緑の党、女性団体・エコロジー民主党・無所属連合の各一人の郡議員は廃止路線復活および定期列車運行再開の目的でオンライン請願を開始した。
2024年12月15日ヴァサートリューディンゲン - グンツェンハウゼン間の旅客列車運行は再開された。

## 運行形態
ヴァサートリューディンゲン - プラインフェルト区間の運賃システムはニュルンベルク広域運輸連合（Verkehrsverbund Großraum Nürnberg, VGN）の管轄下にある。
- 普通列車（RB 62）: ヴァサートリューディンゲン - ウンターシュヴァーニンゲン - クロンハイム - ウンターヴルムバッハ - グンツェンハウゼン - ラングラウ - ラムスベルク - プラインフェルト。60分ごとに運行。使用車両は642形気動車。

2004年10月より化粧品製造社シュヴァルツコフ工場の製品がネルトリンゲン方面に運搬されている。バイエルン鉄道は工業用アルコール積荷のタンク車を運用して、2010年1月以来長者車や車運車などをラインラント方面に運行している。グンツェンハウゼン - プラインフェルト間には貨物列車が通行しない。